# 尼皮贡陨击坑
尼皮贡陨击坑（Nipigon）是火星阿耳卡狄亚区乌拉纽斯火山口东北的一座撞击坑，其中心坐标位于北纬33.7度、西经81.9度处，直径9.3公里（5.8英里）。该特征取名自加拿大安大略省桑德贝区尼皮贡乡，尼皮贡乡在地球上的经纬度为北纬49度、西经88.25度，与尼皮贡陨击坑在火星上的位置坐标接近，1991年该名称被国际天文联合会行星系统命名工作组批准接受。

## 另请查看
- 火星撞击坑
- 火星地理